# Dusza (film)
Dusza (ros. Душа) – radziecki film nakręcony w 1981 roku. Reżyserem filmu był Aleksandr Stiefanowicz, który napisał także we współpracy z Aleksandrem Borodianskim scenariusz.

## Obsada
- Sofia Rotaru jako Wiktoria
- Michaił Bojarski jako Wadim Starych